# Сретение Господне (Бер, XIV век)
„Сретение Господне“ (на гръцки: Υπαπαντή, Παναγούδα) е средновековна православна църква в южномакедонския град Бер (Верия), Егейска Македония, Гърция. Храмът е част от енория „Свети Сава“.

## История
Църквата е издигната в XIV век върху основите на две предишни църкви, по-старата от които е трикорабна раннохристиянска базилика с нартекс. Във вътрешността са запазени стенописи от XV век – Света Богородица Ширшая небес, Благовещение и Свети Роман и Свети Симеон Стълпник в олтара. В 1706 година е изписан наосът, като стенописите са с характерен стил – на южната стена са Сретение Господне, Благовещение и Рождество, на северната Пиета, а на западната Христос в окови, Разпятие и Успение.